# 常森寿子
常森 寿子（つねもり としこ、1942年（昭和17年）1月2日 - ）は、日本の声楽家（ソプラノ）、オペラ歌手、音楽教育者。旧姓は江幡。

## 経歴
旧満洲国（中国東北地方）に生まれる。医師の父は応召して戦死し、1945年（昭和20年）母と二人で広島県安芸津町（現在の東広島市）に引き揚げ、さらに呉市に移った。5歳からピアノを習いピアニストを目指したが、中学生のとき阿部幸次の助言で声楽に転向し、1964年（昭和39年）に東京芸術大学声楽科を卒業。阿部幸次、浅野千鶴子、ジョルジュ・ファパレット、ロート・マーリングに師事。1965年（昭和40年）にバリトン歌手の常森闘志と結婚した。
1966年（昭和41年）1月7,8,10日に藤原歌劇団のビゼー『カルメン』ミカエラ役でデビューした。その後、マスネ『マノン』プセット、NHK放送オペラ『暗い鏡』などに出演。1969年（昭和44年）夫とともにローマのサンタ・チェチーリア音楽院、シエナ、ミラノ、スイスのルガーノに留学した。
1971年（昭和46年）帰国後は、日本を代表するコロラトゥーラ・ソプラノとして活躍した。モーツァルト『フィガロの結婚』スザンナや『ドン・ジョヴァンニ』ツェルリーナ等のオペラやリサイタル、コンサートに出演し、NHK交響楽団、日本フィルハーモニー交響楽団、東京フィルハーモニー交響楽団、九州交響楽団、札幌交響楽団、その他の全国の主要オーケストラと共演。第9交響曲のソリストは150回を超えるという。
1985年（昭和60年）2月1,2,3日の二期会オペラ公演モーツァルト『魔笛』夜の女王を演じた後は、音楽教育者として後進の育成に注力し、京都市立芸術大学教授を務める一方で、1989年（平成元年）に出田敬三作曲のオペラ『細川ガラシア』ガラシャ夫人を演じている。また、1997年（平成9年）11月30日の京都市立芸術大学音楽学部学外コンサート オペラハイライト ドリーブ『ラクメ』ウェーバー『魔弾の射手』モーツァルト『魔笛』フンパーディンク『ヘンゼルとグレーテル』では指揮も担当した。
その後武庫川女子大学講師を経て、2020年（令和2年）現在は平成音楽大学特任教授を務めている。

## 受賞歴
- 1970年 ジュネーヴ国際コンクール銀賞
- 1970年 イタリアのロニーゴ国際コンクール2位
- 1974年 第2回ウィンナーワルド・オペラ賞（後のジロー・オペラ賞）[6]
- 1977年 第5回ウィンナーワルド・オペラ賞
- 1978年 第9回1977年度鳥井音楽賞（現在のサントリー音楽賞）
- 1983年 第38回文化庁芸術祭大賞 「常森寿子ソプラノリサイタル」の成果に対し[7]
- 1996年 1995年度京都市芸術功労賞

## ディスコグラフィー
- CD 日本の名歌 常森寿子、小松英典 フォンテック
- CD2枚組 マーラー：交響曲第2番『復活』指揮：渡辺暁雄、日本フィルハーモニー交響楽団、ソプラノ:常森寿子、メゾソプラノ:ヴェラ・ソウクポヴァ、日本プロ合唱団連合
- CD5枚組 ベートーヴェン：交響曲全集 指揮：岩城宏之、NHK交響楽団、ソプラノ：常森寿子、アルト：荒道子、テノール：金谷良三、バリトン：大橋國一、コロムビア・アカデミー合唱団
- CD きよしこのよる オムニバス
- CD バッハ : カンカータ第51番、第209番 指揮：ラインハルト・ピーニング、室内オーケストラ・プロムジカ、常森寿子 他
- CD うぐいす、ばらそして春 常森寿子〈コロラトゥーラ〉を歌う 指揮：延原武春、テレマン室内管弦楽団
- CD 日本の唱歌・叙情歌 オムニバス
- CD 常森寿子の芸術 1 （ベッリーニ:『夢遊病の女』抜粋）ソプラノ：常森寿子、テノール：平良栄一、バス：高橋啓三、指揮：福森湘、東京フィルハーモニー交響楽団、藤原歌劇団合唱部

## テレビ出演
- NHKニューイヤーオペラコンサート（連続7回出場）
- NHKテレビ『音楽の広場』
- NHKテレビ『世界の音楽』
- NHKテレビ『名曲アルバム』

## 映画
- 1987年（昭和62年）制作 東宝映画『光る女』で「歌を歌えなくなったオペラ歌手」（秋吉満ちる）の吹き替えで歌を担当している[8]。

## 私生活
夫は東京芸術大学の同級生であり、1978年（昭和53年）時点で6歳の子供がいた。常森は「（夫は）実質的な私の先生。私が忙しい時は家事も（してくれる）。ウフフ」とインタビューで答えている。オペラ歌手としては小柄だがバストは豊かで「上半身は自信あるんだけどな」と微笑んだ。